# Amance (Aube)
Amance település Franciaországban, Aube megyében. Lakosainak száma 244 fő (2022. január 1.). Amance Dienville, Jessains, Piney, Radonvilliers, Unienville, Vauchonvilliers és Vendeuvre-sur-Barse községekkel határos.

## Népesség
A település népességének változása:
| Lakosok száma | 301  | 238  | 235  | 253  | 280  | 286  | 274  | 265  | 250  | 244  |
|               | 1968 | 1982 | 1999 | 2006 | 2011 | 2015 | 2017 | 2018 | 2020 | 2022 |